# 카잔 케밥
카잔 케밥(우즈베크어: qozon kabob 코존 카보브, 카자흐어: қазан кәуап 카잔 캐와프, 키르기스어: казан кебеп 카잔 케베프, 타지크어: дег Кабоб 데르 카보브)은 우즈베키스탄을 비롯한 중앙아시아의 케밥이다. "카잔"이라 불리는 솥에 양고기와 감자를 튀겨 만든 요리이다.

## 만들기
양고기는 큼지막하게 썰어 소금과 후춧가루, 쿠민가루, 파프리카가루 등으로 양념해 둔다. 카잔에 기름을 부어, 고기와 껍질 벗긴 통감자를 따로 따로 튀긴다. 기름을 덜어 내고 얇게 썬 양파를 볶은 다음, 튀겨 둔 고기와 감자, 물 등을 넣고 함께 익혀 내기도 한다. 그렇게 하지 않는 경우 양파를 얇게 썰어서 튀긴 고기와 감자에 곁들여 낸다.

## 같이 보기
- 타바 케밥
- 탄드르 케밥
- 테스티 케밥